# One Heart Church
One Heart Church är en kristen frikyrkoförsamling som grundades 2014 i Stockholm. Kyrkan har gudstjänster varje söndag på Birger Jarlsgatan 66 i Korskyrkans lokaler. I gudstjänsterna läggs stor vikt på lovsång och tillbedjan. Grundare och pastorer är Maria och Kim Sjögren.
One Heart Church är en fristående församling, med kopplingar till Bethel Church i Redding, Kalifornien. 

## Evenemang

### Awakening Scandinavia
I oktober 2016 anordnade One Heart Church tillsammans med många andra kyrkor i Sverige, en ekumenisk och evangelistisk satsning på Friends Arena i Solna. Evenemanget var välbesökt och hade välkända talare och musiker som Todd White, Ben Fitzgerald, Heidi Baker, Joakim Lundqvist och Jeremy Riddle. 

### Heaven Now
Heaven Now är en konferens som anordnas av One Heart Church med fokus på tillbedjan, det profetiska och evangelisation. Gästtalare brukar vara studenter från Bethel School of Supernatural Ministry.